# Sociedad Catalana de Economía
Sociedad Catalana de Economía (en catalán, Societat Catalana d'Economia, SCE) es una sociedad filial del Instituto de Estudios Catalanes fundada en 1951 y que tiene como finalidad el estudio y la investigación económica y en procurar la difusión. Para ello organiza sesiones de trabajo con los afiliados destinadas a presentar y discutir trabajos publicados o en curso de preparación. Publica un Anuario de sus actividades, en el que se recogen también los textos de las conferencias pronunciadas en la Sociedad. Su sede está en la calle Carmen, 47 de Barcelona. Tiene unos 300 miembros.
Sus fundadores fueron Lluís Duran i Ventosa, presidente Francesc Maspons i Anglasell y Joan Baptista Roca i Caball, vicepresidente, y Salvador Millet i Bel, secretario, y alcanzó un centenar de miembros. En 1977 fue reorganizada bajo la dirección de Josep Maria Muntaner i Pascual (presidente), y Carles Gasòliba i Böhm (secretario). Desde 1991 convoca el Premio Cataluña de Economía de carácter bienal para premiar la mejor obra, trabajo o estudio sobre la economía catalana. Desde 1996 alterna con el Premio Sociedad Catalana de Economía, y desde 1998 alterna triennalment con el premio Ferran Armengol i Tubau sobre seguros.

## Presidentes de la SCE
- Josep Maria Muntaner Pascual (1977-1985)
- Antoni Serra i Ramoneda (1985-1987)
- Joaquim Muns i Albuixech (1987-1993)
- Josep Jané i Solà (1994-2000)
- Pere Puig i Bastard (2000-2010)
- Eduard Arruga i Valeri (2010-)